# Hideaki Mori
Hideaki Mori (jap. 森 秀昭 Mori Hideaki; ur. 16 października 1972) – japoński piłkarz występujący na pozycji obrońcy.

## Kariera klubowa
Od 1991 do 2003 roku występował w klubach Sanfrecce Hiroszima, Avispa Fukuoka i Consadole Sapporo.